# 沃莱讷苏萨芒斯
沃莱讷苏萨芒斯（法語：Velaine-sous-Amance，法語發音：[vəlɛn su.z‿amɑ̃s]，意为“阿芒斯下方的沃莱讷”）是法国默尔特-摩泽尔省的一个市镇，位于该省南部，属于南锡区。

## 地理
沃莱讷苏萨芒斯（48°42'47"N, 6°19'22"E）面积6.48 平方千米，位于法国大東部大區默尔特-摩泽尔省，该省份为法国东北部内陆省份，是洛林的一部分，北邻比利时、卢森堡，北起顺时针与摩泽尔省、下莱茵省、孚日省和默兹省接壤。
与沃莱讷苏萨芒斯接壤的市镇（或旧市镇、城区）包括：莱特尔苏萨芒斯、比松库尔、塞尔维尔、尚珀努、拉讷沃洛特、雷梅雷维尔。
沃莱讷苏萨芒斯的时区为UTC+01:00、UTC+02:00（夏令时）。

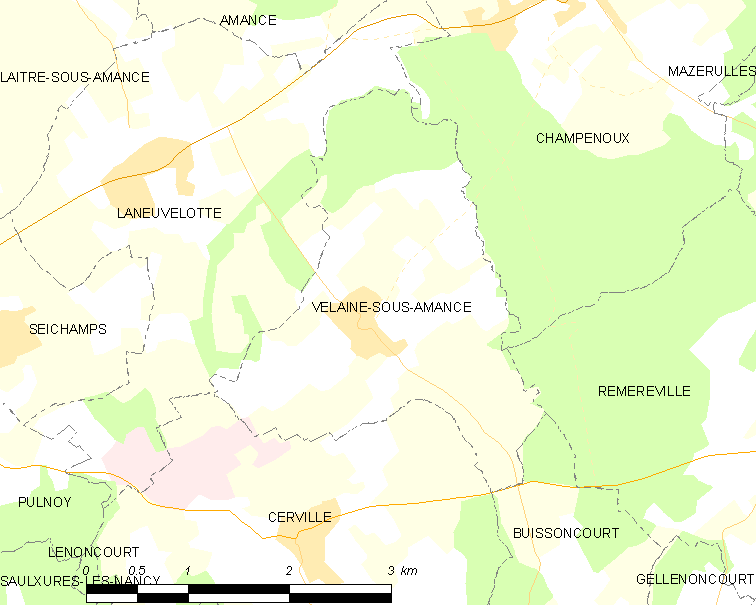
沃莱讷苏萨芒斯的OSM定位图

## 行政
沃莱讷苏萨芒斯的邮政编码为54280，INSEE市镇编码为54558。

## 政治
沃莱讷苏萨芒斯所属的省级选区为格朗库罗内县。

## 人口

1962-2008年间沃莱讷苏萨芒斯人口变化图示

沃莱讷苏萨芒斯于2022年1月1日时的人口数量为284人。